# Lisewski

Lisewski

Lisewski II

Lisewski (Lisowski, Lissow, Lissowski, Leliwa odmienny) – kaszubski herb szlachecki, według Przemysława Pragerta odmiana herbu Leliwa.

## Opis herbu
Herb znany przynajmniej w dwóch wariantach. Opisy z wykorzystaniem zasad blazonowania, zaproponowanych przez Alfreda Znamierowskiego:
Lisewski I: W polu błękitnym półksiężyc z twarzą srebrny na opak, pod którym takaż gwiazda. Klejnot: nad hełmem bez korony trzy strzały srebrne w wachlarz. Labry błękitne, podbite srebrem.
Lisewski II (Miąsko): W polu półksiężyc na opak ponad gwiazdą, na którego barku trzy strzały w wachlarz. Barwy nieznane.

## Najwcześniejsze wzmianki
Najwcześniejsza forma tego herbu to Lisewski II, znany z pieczęci z lat 1580-96 ławnika Michała Lisewskiego, syna Macieja Miąska z Lisewa. Herb w wersji pełnej i barwnej pojawił się najwcześniej na mapie Pomorza Lubinusa z 1618, a następnie w herbarzach: Bagmihla (Pommersches Wappenbuch) i tzw. "Nowym Siebmacherze". Herb ten znamy też z pieczęci Salomona Lisewskiego z lat 1611-14 i Achacego Lisewskiego z roku 1615, gdzie jednak księżyc z gwiazdą nie były na opak.

## Rodzina Lisewskich

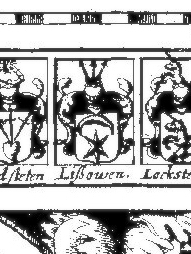
Herb Lisewski (Lißowen) na mapie Pomorza Lubinusa (1618).

Rodzina biorąca nazwisko od wsi którejś ze wsi noszącej nazwę Lisewo. Było pięć takich wsi na Pomorzu, z których trzy były wsiami szlacheckimi: Lisewo w powiecie puckim, Lisewo w dawnym powiecie lęborskim (Lißen na mapie Lubinusa z roku 1618), i Lisewiec. Najstarszą z tych wsi jest Lisewo w powiecie puckim.  W roku 1398 odnotowano Bartusza z Lisewa. Ten sam człowiek był w latach 1417-35 ławnikiem sądu ziemskiego komturstwa gdańskiego. Tam w roku 1452, w Gdańsku przedwojennym wojny trzynastoletniej, Jocusch von Lissow był członkiem trzydziestu sześciu honorowych (Ehrbare) miasta, którzy przez pismo do wielkiego mistrza zakonu krzyżackiego wystąpili na stronę zakonu i przeciwko Związku Pruskiego.
Kolejna wzmianka o rodzinie pochodzi dopiero z 1504 (Wojciech z Lisowa, ławnik gdański), następne z lat 1526 (Jan i Grzegorz Lisewski), w 1526 Marcin  Lis otrzymuje potwierdzenie praw majątkowych w Małym Gliśnie przez króla  Zygmunta Starego1570 (Michał Lisewski, ławnik ziemski w latach 1580-97), 1580-1620 (Franciszek Lis w Połchówku). W latach 1611–14 ławnikiem ziemskim puckim był Salomon Lisowski, zaś w 1621 na sejm posłował Achacy Lisowski. W 1682 wzmiankowany był Jan Liszewski w Pobłociu. Lisewo koło Pucka graniczyło z włościami Krokowskich, z którymi Lisewscy powiązani byli interesami i sporami sądowymi. Persigke von Lissau otrzymał w 1458 poręczenie Jürgena von Krockow. Od XVII wieku Lisewo puckie zaczęli stopniowo przejmować Krokowscy. Lisewo kaszubskie znane jest od 1400 roku. Z tego też roku pochodzi wzmianka o Dargomirze Bartoszu, który był być może przodkiem Lisewskich z ziemi lęborskiej. Mimo to, rodziny tej tam nie odnotowano. Pierwsza wzmianka o Lisewskich w tej okolicy pochodzi z 1614 (Salomon i Maciej w Dzięcielcu). Obaj bracia występowali w 1624 jako krewni wcześniej wzmiankowanego Achacego. Kolejne wzmianki z lat 1618 (Lissow), 1651 (Zofia Dzięcielska), 1658 (Jürgen von Lissow w Komoszewie).  Rodzina jednak nie wygasła w XVII wieku, i istnieją wzmianki z lat 1724 (Adam Lisewski w Pobłociu), 1725 (Eufrozyna i Justyna Lisewskie), 1772 (A. Lisowski). Również Liszewscy jeszcze w roku 1859 byli dziedzicami i właścicielami dóbr rycerskich w Skrzeszewie Szlacheckim i Królewskim w okolicy Lisewieca.

## Herbowni
Lisewski (Lis, Lisiewski, Lisowski, Liss, Lissewski, Lissow, Lissowski, Liszewski, Lisziewski, Lysowski, Lyssewski).
Herbu Lisewski II używał Michał Lisewski, syn Macieja Miąska (Miąsko, Mianski, Miansko, Miąsek, Minsko, Mionsko, Mynski). Możliwe, że tego samego herbu używała rodzina Połchowskich wywodząca się z rodziny Miąsków.
Rodzinie Lisewskich przypisywano też (błędnie) herby Jeż (rzekomo ponieważ z niej miał się wywodzić Aleksander Józef Lisowski, który herbu tego używał), Przegonia (używany w rzeczywistości przez inną rodzinę z ziemi chełmińskiej i świeckiej) oraz Leliwa (z tym herbem pieczęć do aktu hołdowniczego przyłożył A. Lisowski w 1772).